# Smíni aceret

## A smíni aceret időpontja
A zsidó naptár szerint:
- tisri 22.

A Gergely-naptár szerint:
- 5776: 2015. október 4–5.
- 5777: 2016. október 23–24.
- 5778: 2017. október 11–12.
- 5779: 2018. szeptember 30–október 1.
- 5780: 2019. október 20–21.
- 5781: 2020. október 9–10.
- 5782: 2021. szeptember 27–28.
- 5783: 2022. október 16–17.
- 5784: 2023. október 6–7.

Az elsőként megadott nap napnyugtától a másodikként megadott nap napnyugtáig tart.
Tisri 22. szeptember 26. és október 26. közé esik.
Izraelben erre a napra esik a Szimchat Tórá is, a diaszpórában a Tóra ünnepét másnap tartják.)
A Smini aceret (héberül שְׁמִנִי עֲצֶרֶת šmînî ʿă`ceret, askenáz kiejtéssel Smíni áceresz) a Sátrak ünnepe utáni nap, az őszi ünnepek zárónapja. Bár az imakönyv a smíni aceretet is örömünk idejének (zmán szimcháténú) nevezi, ez a nap nem a szukkót része, hanem egy másik ünnep.

## A marasztalás ünnepe
Erre az ünnepre nem érvényesek a szukkót szabályzásai, nem használják a lúlávot és az etrogot sem. Ezen a napon már nem laknak és étkeznek a sátrakban sem. Általában a sátrak ünnepe lezárásának, vagy nyolcadik napjának tekintik és valóban le is zárja azt, de mégis előtérbe kerül egy másik ünnep, amely az aceret szó kétféle jelentéséből olvasható ki:
- gyülekezet
- visszatartani, várakozni

E két jelentés összevonásából megalkotható az ünnep célja és jelentése, miszerint Isten összegyűjtötte a gyülekezetet, és késleltetni kívánja az elválás idejét, visszatartja még egy kicsit azt.
Nevezik az ünnepet még hág hááceret néven is.